# Rovasaari (ö i Norra Lappland, lat 69,27, long 28,02)
Rovasaari, nordsamiska: Ruávisuálui, skoltsamiska: Ruä'vvsuâl, är en ö i Finland. Den ligger i sjön Nitsijärvi och i kommunen Enare i den ekonomiska regionen Norra Lappland och landskapet Lappland, i den norra delen av landet, 1 000 km norr om huvudstaden Helsingfors. Öns area är 6,5 hektar och dess största längd är 0,8 kilometer i sydväst-nordöstlig riktning.